# Équipe du Burkina Faso féminine de basket-ball
Actualités
L'équipe du Burkina Faso féminine de basket-ball est une sélection composée des meilleures joueuses burkinabés de basket-ball.
La sélection est 5e des Jeux africains de 1965.
Elle n'a jamais participé à une phase finale du Championnat du monde féminin de basket-ball, du Championnat d'Afrique féminin de basket-ball ou des Jeux olympiques.